# 安格妮絲·林
安格妮絲·林（1956年5月21日—），全名安格妮絲·娜拉妮·林（英語：／日語：），是1970年代後半在日本紅極一時的美國華裔模特兒。

## 人物
1956年生於美國夏威夷檀香山，父親是華人、母親夏威夷人，家中四姊妹排行么子。
1974年5月，參加美國夏威夷小姐選拔一度奪得后冠，卻因未滿18歲而喪失資格。同年高中畢業後，被日本在夏威夷的星探發掘，開始模特兒活動。當時與陳美齡（Agnes Chan）屬同一家經紀公司，兩方愛好者並稱「雙安格妮絲」。
1975年6月，獲選歌樂的初代「歌樂女郎」，同年電視廣告演出大受歡迎，自此成為各家雜誌拍攝寫真對象，並受邀1976年第27回NHK紅白歌合戰聲援嘉賓。圓滾雙瞳、小麥色肌膚、豐滿胸部，惹人憐愛的寫真風靡一時，年輕人趨之若鶩所興起的社會現象。在那偶像主要以歌手活動為常識的時代，從事寫真為中心的演藝活動，日後稱作「寫真偶像」的鼻祖。
1986年，和14歲初戀的高中時代學長結婚，翌年12月生下雙胞胎男嬰，現一家住在夏威夷；曾帶著小孩一同在電視廣告登場，至今仍會接受帶有善意的週刊雜誌採訪。

## 相關作品

### 電影
- 太陽的恋人 安格妮絲·林（1976年，25分鐘宣傳影片）
- 若大將回來了（1981年，客串）

### 唱片
單曲
- 雨後鬧區（1977年7月）
- 不說再見（1978年3月）

專輯
- I AM Agnes Lum（1977年，收錄〈雨後鬧區〉等全11曲）
- with LOVE Agnes Lum（1978年，收錄〈不說再見〉等全13曲）

### 寫真集
- （1976年）
- （1976年、勁文社）
- （1976年、勁文社）
- （1976年、平凡出版）
- （1976年、集英社）
- （1978年）
- （1998年7月）
- Agnes Lum（2000年4月）
- Hibiscus（2000年）
- （2012年9月）
- （2013年）

## 影響
- 漫畫家秋本治也是愛好者之一，在當時《烏龍派出所》連載內容多次提及；亦是高橋留美子作品《福星小子》女主角「拉姆」（Lum）的由來。
- 2008年至2012年登場的三洋物產柏青哥機台「CRA大海物語Special」及「CR新海物語」系列，使用她那時活躍的寫真圖像。
- 儘管後來莉亞·迪桑也在日本造成轟動，稱之為「寫真界的黑船」，但溯源公認的始祖是安格妮絲·林[1]。
- 其寫真集的哏仍不時出現在其他作品中，例如電視劇《MR.BRAIN》男主角的珍藏品，動畫《宇宙浪子》外星人自稱的家傳寶物。

## 外部連結
- Agnes Lum IMDb